# 富士急平和観光

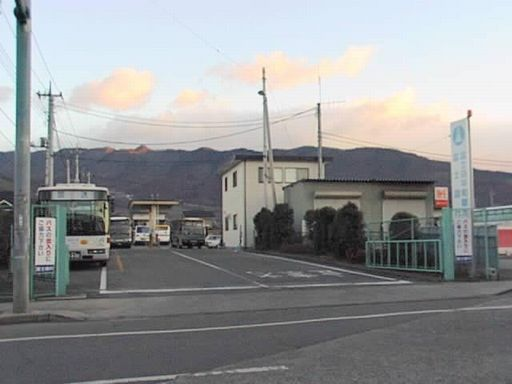
甲府営業所（本社併設）

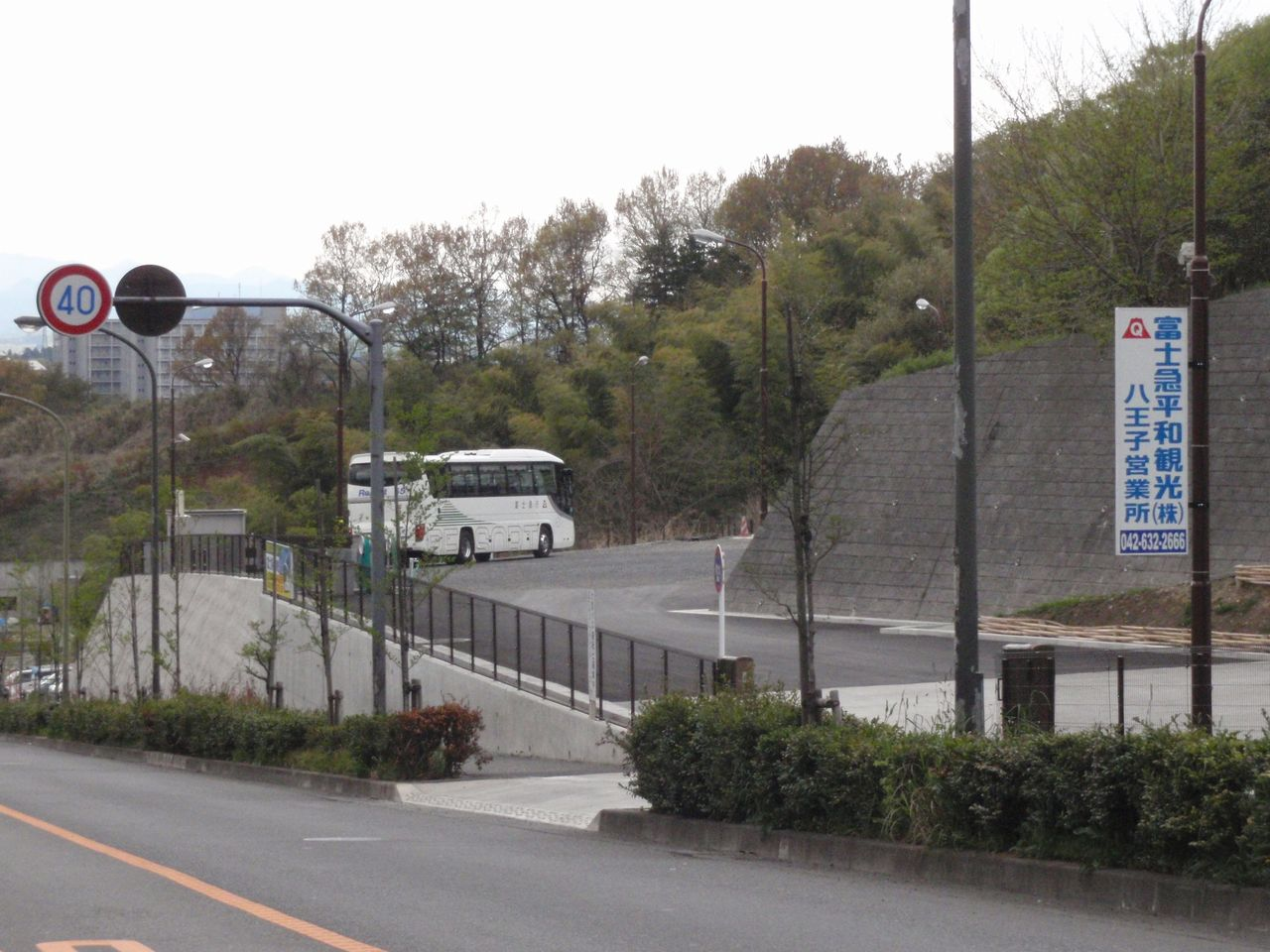
八王子営業所

富士急平和観光株式会社（ふじきゅうへいわかんこう、FUJIKYU HEIWA KANKO CO.,LTD. ）は、かつて存在した山梨県甲府市を拠点として主に貸切バス事業を運営していた富士急行の子会社である。また、中央高速バス甲府線の運行や笛吹市からの受託運行（旧芦川村営バス）等も行っていた。営業所記号は「K」を用いたが、これは富士急行甲府営業所を引き継いだためである。
富士急行本体から分社化された子会社ではなく、富士急行観光と同様、元は富士急グループとは関係ない貸切バス専業の事業者として設立された会社が富士急グループ入りしたものである。グループ入り後は甲府営業所の路線移管の受け皿として活用されたが、2014年12月1日、富士急山梨バス（現：富士急バス）に吸収合併されて会社としては消滅した。

## 沿革
- 1985年（昭和60年）6月14日 - 貸切バス専業の「平和観光」として設立。
- 1990年代 - 「富士急平和観光」に社名変更。同時に現在地に移転（富士急行甲府営業所に併設）。富士急行の路線バスの受託運行を開始。
- 2002年（平成14年） - 富士急行甲府営業所の路線バス・中央高速バス甲府線の運行を移管される。なお、それまで甲府営業所が運行を担当していた諏訪岡谷線・伊那線については、フジエクスプレスへ移管された。
- 2005年（平成17年） - 甲府駅 - 富士吉田駅（現富士山駅）線、甲府駅 - 玉諸小学校線の運行を一部を除き富士急山梨バスに一本化。路線バスは芦川村村営バス（当時）の受託路線のみとなる。
- 2008年（平成20年）
  - 甲府市営バスの廃止により、同バスが運行していた市立甲府病院 - 古関町線の運行を開始。
  - 3月19日 - 高速バス「甲府 - 新宿線」でPASMO導入[2]。
  - 9月30日 - 富士急バスカードの販売を終了。翌10月1日より富士急バスカードの無料払い戻しを開始。
- 2008年（平成20年）12月1日 - 神奈川県相模原市に相模湖営業所開設。神奈川県全域・町田市・八王子市も営業区域となる。
- 2009年（平成21年）9月30日 - 富士急バスカードの利用を終了。
- 2010年（平成22年）1月12日 - 相模湖営業所を東京都八王子市に移転、八王子営業所として営業開始。
- 2013年（平成25年）3月23日 - 交通系ICカード全国相互利用サービス開始に伴い、新たに8つの交通系ICカードが利用可能になる[3]。
- 2014年（平成26年）
  - 9月30日 - 傘下にあった甲府イーストサイドホテルが、この日の宿泊をもって閉館となる[4]。
  - 12月1日 - 富士急山梨バスに吸収合併される[1]。

## 本社および営業所
- 甲府営業所（本社併設）
400-0814 山梨県甲府市上阿原町736-1
- 八王子営業所
192-0918 東京都八王子市兵衛2-32-1

## 過去の営業所記号
- 1995年以前の営業所記号は以下の通りであった。
  - U…甲府営業所
  - V…韮崎営業所（廃止）

## 会社合併時点での路線
営業所は甲府市内にあるが、当時市内に乗り入れる富士急グループの一般路線バスの大部分は富士急山梨バス本社営業所が運行していた。

### 高速バス
- 中央高速バス
  - 甲府線：湯村温泉 - 甲府駅 - （石和経由 / 甲府南経由） - 新宿高速バスターミナル
山梨交通、京王バス東と共同運行。
  - 甲州塩山線（甲州ワインライナー）：富士急上阿原車庫 - 山梨市役所 - ちどり湖 - 恵林寺 - 甲州市役所 - 勝沼支所 - ぶどう橋 - 新宿高速バスターミナル
土休日に1往復のみ運行する。富士急上阿原車庫 - ぶどう橋間のみの乗車はできなかった。

- 河口湖・富士急ハイランド - 松本線：富士急ハイランド - 河口湖駅 - 松本バスターミナル - 安曇野スイス村（季節運行）
  - 2013年4月27日、運行開始。
1日1往復の運行で、春休み期間・ゴールデンウィーク期間・夏休み及び秋休み期間・冬休み期間に運行する。

### 一般路線バス
- 富士吉田線：甲府駅 - 善光寺 - 石和温泉駅 - 鵜飼山 - 県立博物館 - 下黒駒 - 河口湖駅 - 富士急ハイランド - 富士山駅
平日朝に1往復のみ運行した。この区間は富士急山梨バスも運行しているが、当時石和温泉駅前のロータリーは同社が経由しなかったのに対しこちらは乗り入れていた。
- 市立甲府病院 - 古関町線：市立甲府病院 - 風土記の丘農産物直売所 - 高速バス停[注釈 1] - 下曽根 - 中道支所 - 上九一色出張所 - 古関町
- 塩山 - 富士山駅線：塩山駅 - 甲州市役所 - 下於曽西 - ぶどうの丘 - 勝沼支所 - 図書館・文化館 - 河口湖駅 - 富士急ハイランド - 富士山駅
土休日に2往復のみ運行した。

### 受託路線
- 笛吹市営 芦川バス：石和温泉駅 - 山梨県立博物館 - 栗合 - 笛吹市芦川支所 - 鶯宿

## 会社合併以前に廃止・移管された路線
- 石和温泉⇔富士北麓特急バス：石和温泉駅 - 河口湖駅 - 富士急ハイランド - 富士山駅
富士山-信仰の対象と芸術の源泉が2013年に世界遺産に登録されたことを受け、石和温泉と富士北麓地域をダイレクトに結ぶことを目的に運行された特急バス。上記記載の停留所のみ停車した。2013年8月 - 11月の特定日に期間限定で運行した[5]。
- 中央高速バス 多摩河口湖線：河口湖駅 - 富士急ハイランド - 聖蹟桜ヶ丘駅　- 京王多摩センター駅　- 多摩動物公園駅　- 南大沢駅
京王バス南と共同運行していた。2014年4月1日に富士急山梨バスへ移管された。

## 車両
富士急行全体としては日野車が中心であり、ここもその例に漏れず、日野車で統一されていた。また、富士急行グループではあるものの、オリジナルカラーの車両も存在した。路線バスも日野車で統一されていたが、1987年にいすゞ・キュービックが導入され、さらに1997年にはCNGバスが導入された他、貸切車としてUDトラックス（旧:日産ディーゼル）車の導入もあった。
その後グループ内での路線移管と同時に車両も転籍があったため、日野車で統一された状態に戻っていたが、2002年以降は日産ディーゼル車が主力となりつつある。2012年には中央高速バス向けにヒュンダイ・ユニバースが2台導入された。

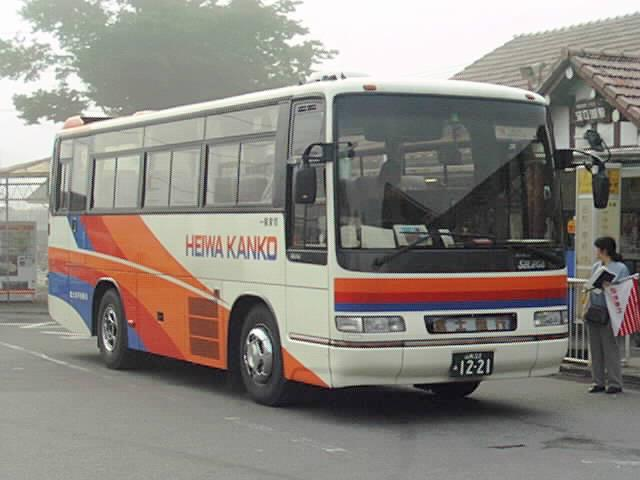
平和観光オリジナルカラー（日野・セレガFC）
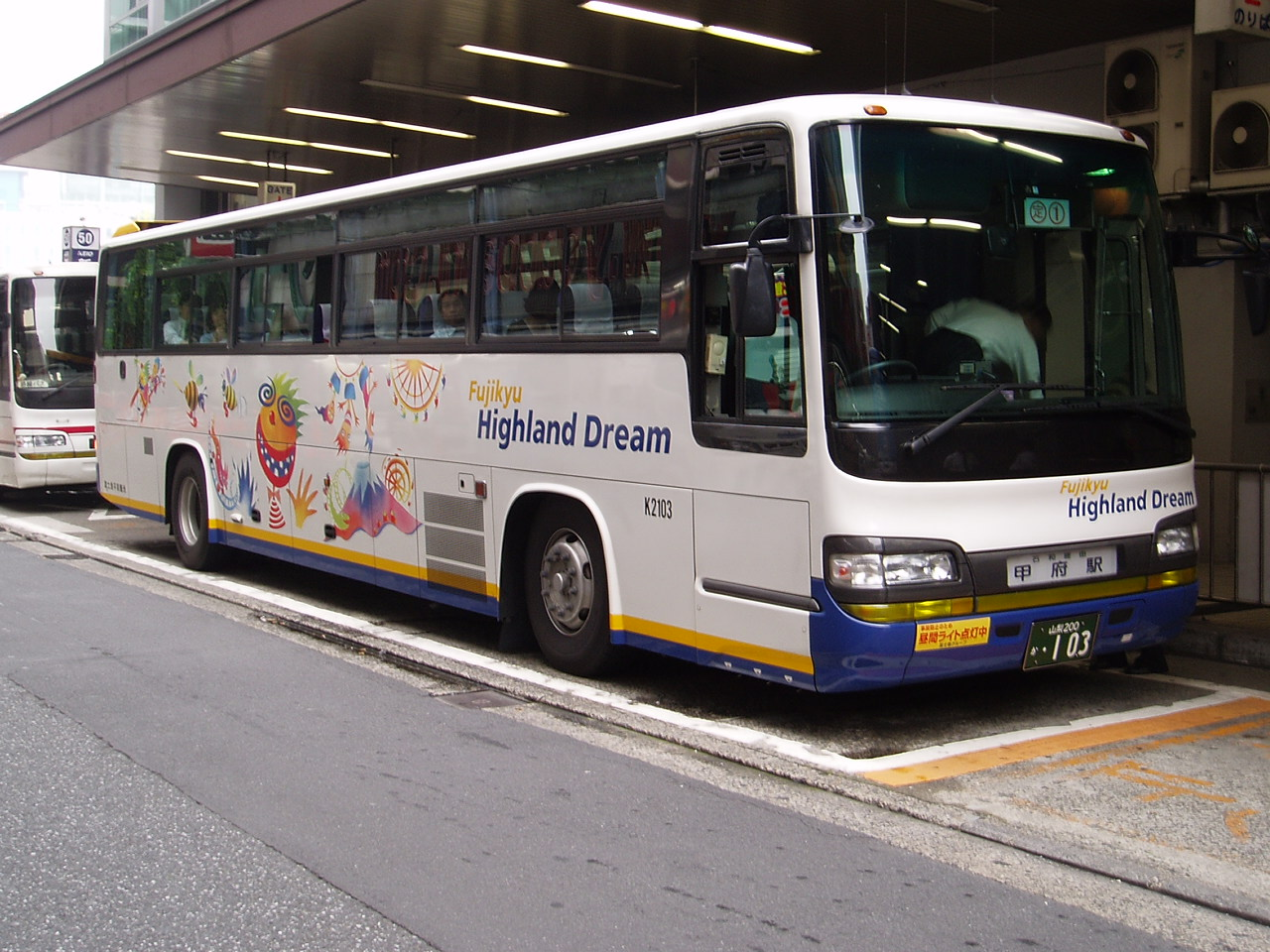
高速車（日野・セレガR） K2103
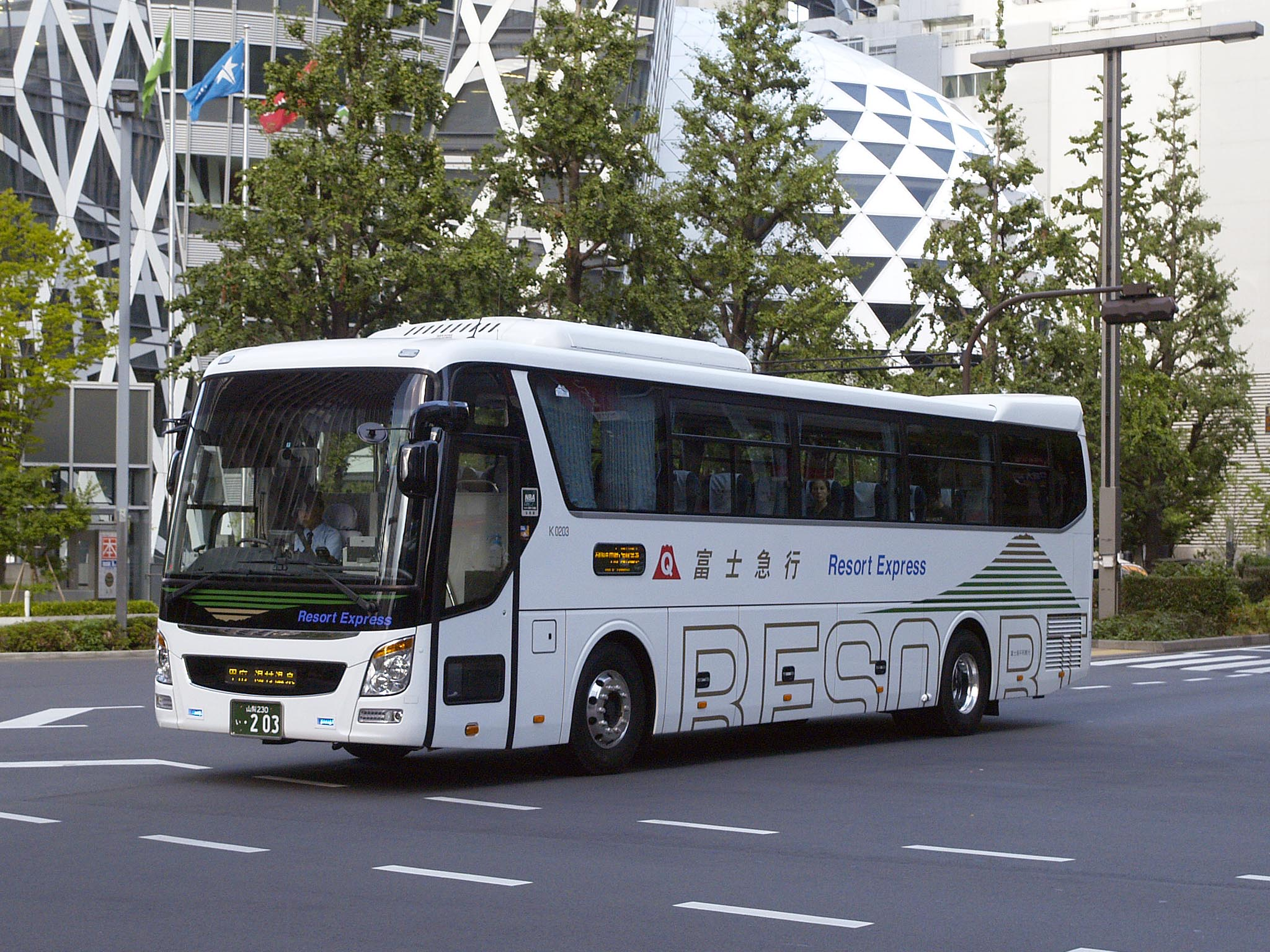
高速車（ヒュンダイ・ユニバース） K0203
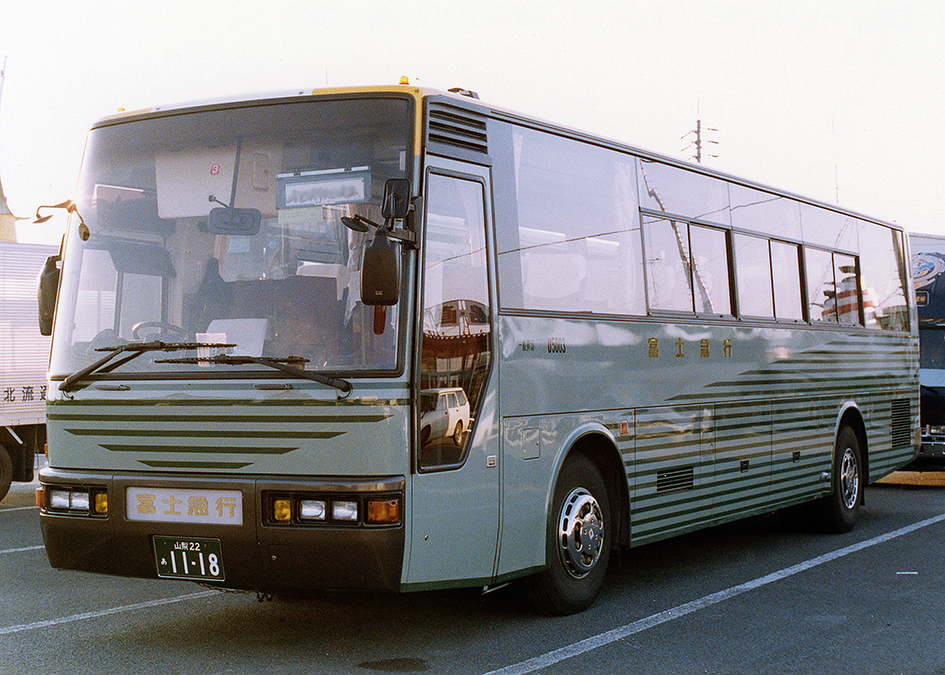
貸切車（いすゞ・スーパークルーザー） U5003→K3104